# Liste des évêques de Chipata
Liste des évêques de Chipata
(Dioecesis Chipatensis)
La préfecture apostolique de Fort Jameson est créée le 1er juillet 1937, par détachement de celle de Nyassa.
Elle est érigée en vicariat apostolique le 7 mai 1953, puis en évêché le 25 avril 1959.
Celui-ci change de dénomination le 15 avril 1968 pour devenir l'évêché de Chipata (en).

## Sont préfets apostoliques
- 17 décembre 1937-? 1946 : Fernand Martin, préfet apostolique de Fort Jameson.
- 7 mars 1947-7 mai 1953 : Firmin Courtemanche, préfet apostolique de Fort Jameson.

## Est vicaire apostolique
- 7 mai 1953-25 avril 1959 : Firmin Courtemanche, promu vicaire apostolique de Fort Jameson.

## Sont évêques
- 25 avril 1959-11 novembre 1970 : Firmin Courtemanche, promu évêque de Fort Jameson, puis de Chipata (15 avril 1968).
- 11 novembre 1970-30 novembre 1996 : Medardo Mazombwe (Medardo Joseph Mazombwe)
- 30 novembre 1996-23 décembre 2002 : siège vacant
- depuis le 23 décembre 2002 : George Zumaire Lungu (George Cosmas Zumaire Lungu)

## Sources
- L'ANNUAIRE PONTIFICAL, sur le site http://www.catholic-hierarchy.org, à la page